# Náxos (ville)
Pour les articles homonymes, voir Naxos (homonymie).
La ville de Náxos (en grec moderne : Νάξος), aussi appelée Chóra (Χώρα), est la principale ville de l’île de Naxos, en Grèce. Elle est le siège du dème (municipalité) de Náxos et Petites Cyclades et le principal port d'arrivée des ferrys sur l'île.
Selon le recensement  de 2011, la ville compte 7 070 habitants, pour 12 726 habitants dans le district municipal. La population totale de l'île compte 18 904 habitants.
Le district municipal de Náxos couvre une superficie de 127 km2.

## Situation géographique
La ville de Náxos est située sur la côte ouest de l'île du même nom, dans le groupe d'îles des Cyclades, en mer Égée.
Elle partage l'île de Náxos avec le district municipal de Drymalía.

## Culte
- Monastère Saint-Jean Chrysostome